# رمضان حيتالة
مهدي حيتالة أو رمضان حيتالة  لاعب كرة قدم جزائري من مواليد 08 فيفري 1995م بـ عسلة ولاية النعامة، ينشط حاليا مع سريع غليزان  في المحترف الأول موبيليس
.

## سيرة كروية
ولد اللاعب حيتالة بمدينة عسلة بولاية النعامــة في 08 فيفري 1995م وإلتحق بصفوص فريق المدينة وكانت له فرصة أن تعاقد فريق مولودية الحساسنة ثم فريق جمعية وهران الذي تألق فيها وبامتياز ثم توجه صوب فريق سريع غليزان الصاعد للمحترف الأول ليفجر طاقاته بها.

## إنجازات
- هذاف البطولة الثانية رفقة جمعية وهران 2018-2019